# Landkreis Döbeln
Landkreis Döbeln är en tidigare Landkreis mitt i den tyska delstaten Sachsen med Döbeln som huvudort. Här bor 72 868 människor (september 2005). Bilarna har DL på nummerskyltarna.
2008 slogs distriktet samman med de tidigare distrikten Mittweida och Freiberg för att bilda Landkreis Mittelsachsen.

## Geografi
Landkreis Döbeln gränsar i norr till Landkreis Torgau-Oschatz, i öster Landkreis Meißen, i söder Landkreis Mittweida och i väster Muldentalkreis.

## Historia
Redan i det sachsiska kungariket existerade Landkreis Döbeln som administrativ enhet. Under DDR-tiden kallades den Kreis Döbeln och låg i Bezirk Leipzig.
Landkreis Döbeln är den enda sachsiska Landkreisen, vars gränser inte ändrats efter 1990.

## Ekonomi
I Waldheim har kosmetiktillverkaren Florena (Beiersdorf AG) sitt centrum. 
I städerna är det ont om plats för nybyggnationer efter den goda ekonomiska utvecklingen de senaste åren.

## Administrativ indelning
Följande städer och Gemeinden (ungefär "kommuner") ligger i Landkreis Döbeln (invånarantal 2005):

### Städer
- Döbeln (2 314 invånare)
- Hartha (8 403)
- Leisnig (7 008)
- Roßwein (7 444)
- Waldheim (9 030)

### Gemeinden
- Bockelwitz (2 823)
- Ebersbach (1 148)
- Großweitzschen (3 360)
- Mochau (2 755)
- Niederstriegis (1 340)
- Ostrau (Sachsen) (4 395)
- Ziegra-Knobelsdorf (2 354)
- Zschaitz-Ottewig (1 494)

1. ↑  hämtat från: tyskspråkiga Wikipedia.[källa från Wikidata]